# Lijst van voetbalinterlands China - Joegoslavië (vrouwen)
Deze lijst van voetbalinterlands is een overzicht van alle officiële voetbalinterlands tussen de nationale vrouwenteams van China en Joegoslavië. De landen hebben één keer tegen elkaar gespeeld.

## Wedstrijden
| № | Plaats | Datum       | Competitie        | Wedstrijd           | Uitslag |
| - | ------ | ----------- | ----------------- | ------------------- | ------- |
| 1 | Niš    | 25 mei 1989 | Vriendschappelijk | Joegoslavië − China | 1 − 6   |

## Samenvatting
| Competitie        | Totaal gespeeld | Winst China | Gelijk | Winst Joegoslavië | Doelsaldo China – Joegoslavië |
| ----------------- | --------------- | ----------- | ------ | ----------------- | ----------------------------- |
| Vriendschappelijk | 1               | 1           | 0      | 0                 | 6 − 1                         |
| Totaal            | 1               | 1           | 0      | 0                 | 6 − 1                         |